# Soyécourt
Soyécourt település Franciaországban, Somme megyében. Lakosainak száma 189 fő (2022. január 1.). Soyécourt Fay, Ablaincourt-Pressoir, Estrées-Deniécourt, Foucaucourt-en-Santerre és Vermandovillers községekkel határos.

## Népesség
A település népessége az elmúlt években az alábbi módon változott:
| Lakosok száma | 169  | 169  | 179  | 182  | 189  | 190  | 191  | 191  | 189  |
|               | 2013 | 2015 | 2016 | 2017 | 2018 | 2019 | 2020 | 2021 | 2022 |